# Sorghastrum pellitum
Sorghastrum pellitum es una planta autóctona de Argentina
, utilizada como forraje para el ganado vacuno. Comúnmente recibe el nombre de "pasto colorado" o "pasto de vaca".
En algunas regiones la especie ha prácticamente desaparecido por el pastoreo continuo. 